# Kozin
Kozin je priimek več oseb:
- Ema Kozin (*1998), slovenska boksarka
- Tina Kozin (*1975), slovenska literatka in kritičarka (komparativistka)

tujci:
- Emelian Vasiljevič Kozin, sovjetski general
- Nester Dimitrijevič Kozin, sovjetski general